# 金東進
金 東進（キム・ドンジン、김동진, 1982年1月9日 - ）は、大韓民国・京畿道東豆川市出身の元サッカー選手。元韓国代表。現役時代のポジションはディフェンダー、ミッドフィールダー。

## 経歴

### クラブ
2014年、ムアントン・ユナイテッドFCへ移籍した。
2016年、ソウルイーランドFCへ移籍した。
2016年12月28日、香港の傑志へ移籍した。
2019年7月24日、現役を引退し、傑志のアシスタントコーチに就任した。

### 代表
2000年1月にプロデビュー。韓国ユース代表を経て、2004年のアテネオリンピックで活躍し、翌年の2003年12月東アジア選手権で韓国A代表デビューを飾る。2006 FIFAワールドカップ終了後に、この大会で韓国代表チームの指揮を執ったディック・アドフォカートによってロシアのFCゼニト・サンクトペテルブルクに引き抜かれた。その後2009年10月の韓国代表の合宿中にストレス性疾患で失神し、離脱を余儀なくされ翌年1月にチームとの契約を解除。その後、古巣FCソウルほかJリーグを含む幾つかのチームと話があったが、2010年2月に、アテネオリンピック時代の指揮官、金鎬坤監督率いる蔚山現代FCと契約を結んだ。
左サイドでのプレーを得意とするほか、ボランチとしてもプレーできる。クロスボールや後方からのロングフィードで攻撃を演出する。プレースタイルが似ていることから代表の先輩である金南一としばしば比較される。

## エピソード
- 同じ韓国代表の李榮杓同様、敬虔なクリスチャン。
- 代表では、センターバックが手薄であり、本来の左サイドバックには李榮杓がいたため、左センターバックとして出場。

## 所属クラブ
ユース経歴
- 安養工業高校

プロ経歴
- 2000年 - 2006年  安養LGチータース / FCソウル
- 2006年 - 2010年  FCゼニト・サンクトペテルブルク
- 2010年  蔚山現代FC
- 2011年  FCソウル
- 2012年 - 2013年  杭州緑城足球倶楽部
- 2014年 - 2015年  ムアントン・ユナイテッドFC
- 2016年  ソウルイーランドFC
- 2017年 - 2019年  傑志

→ 2018年  凱景（期限付き移籍）

## 個人成績
| チーム   | シーズン | リーグ戦 | リーグ戦 | カップ | カップ | リーグ杯 | リーグ杯 | 国際 | 国際 | 期間通算 | 期間通算 |
| チーム   | シーズン | 出場     | 得点     | 出場   | 得点   | 出場     | 得点     | 出場 | 得点 | 出場     | 得点     |
| -------- | -------- | -------- | -------- | ------ | ------ | -------- | -------- | ---- | ---- | -------- | -------- |
| 安養LG   | 2000     | 4        | 0        |        |        | 3        | 1        | ?    | ?    | 7        | 1        |
| 安養LG   | 2001     | 5        | 0        |        |        | 1        | 0        | ?    | ?    | 6        | 0        |
| 安養LG   | 2002     | 3        | 0        |        |        | 5        | 0        | ?    | ?    | 8        | 0        |
| 安養LG   | 2003     | 35       | 5        | 1      | 0      | -        | -        | -    | -    | 36       | 5        |
| FCソウル | 2004     | 18       | 3        | 2      | 0      | 0        | 0        | -    | -    | 20       | 3        |
| FCソウル | 2005     | 21       | 3        | 2      | 0      | 11       | 0        | -    | -    | 34       | 3        |
| FCソウル | 2006     | 13       | 1        | 1      | 0      | 0        | 0        | -    | -    | 14       | 1        |
| FCゼニト | 2006     | 17       | 0        | 0      | 0      | -        | -        | -    | -    | 17       | 0        |
| FCゼニト | 2007     | 24       | 2        | 3      | 0      | -        | -        | 8    | 2    | 35       | 4        |
| FCゼニト | 2008     | 10       | 0        | 1      | 0      | -        | -        | 4    | 0    | 15       | 0        |
| FCゼニト | 2009     | 17       | 1        | 0      | 0      | -        | -        | 3    | 0    | 20       | 1        |
| 総通算   | 総通算   | 167      | 15       | 10     | 0      | 20       | 1        | 15   | 2    | 212      | 18       |

## 代表歴

### 出場大会
- 韓国代表
  - 2006 FIFAワールドカップ
  - 2010 FIFAワールドカップ

### 試合数
- 国際Aマッチ 65試合 2得点（2002年-2010年）[2]

| 韓国代表 | 国際Aマッチ | 国際Aマッチ |
| 年       | 出場        | 得点        |
| -------- | ----------- | ----------- |
| 2002     | 1           | 0           |
| 2003     | 3           | 0           |
| 2004     | 5           | 1           |
| 2005     | 17          | 0           |
| 2006     | 18          | 1           |
| 2007     | 4           | 0           |
| 2008     | 4           | 0           |
| 2009     | 10          | 0           |
| 2010     | 3           | 0           |
| 通算     | 65          | 2           |

## タイトル

### クラブ
安養LGチータース / FCソウル
- Kリーグ：1回 (2000)
- 韓国スーパーカップ：1回 (2001)
- 韓国リーグカップ：1回 (2006)

 FCゼニト・サンクトペテルブルク
- ロシアサッカー・プレミアリーグ：1回 (2007)
- ロシア・スーパーカップ：1回 (2008)
- UEFAカップ：1回 (2008)
- UEFAスーパーカップ：1回 (2008)

 傑志
- 香港シニアシールド：1回 (2016-17)
- 香港プレミアリーグ：2回 (2016-17, 2017-18)
- 香港FAカップ：2回 (2016-17, 2017-18)

### 個人
- Kリーグベストイレブン：1回 (2004)
- ロシアサッカー・プレミアリーグトップ・プレイヤーズ・アワード：1回 (2007)